# 17286 Bisei
17286 Bisei (2000 NB6) là một tiểu hành tinh vành đai chính.